# 紫竹林 (天津)
紫竹林是天津历史上的一个重要地名。
紫竹林原是天津郊外，海河西岸的一个佛寺和小村落的名称，位于天津老城东南方四里处。紫竹林寺又名观音梵寺，供奉观世音，仅有正殿三间，创建于清康熙年间，至咸丰年间消失。紫竹林村围绕紫竹林寺形成，并以寺庙命名。紫竹林寺位置在今营口道、吉林路路口东北侧、解放北路西侧。
1860年（咸丰十年）天津开埠，1860年12月17日开辟的天津英租界，位置在紫竹林村以南的海河西岸，而1861年6月2日根据《天津紫竹林法国租界地条款》开辟的天津法租界，则设于天津英租界以北，包括紫竹林村及其以北的海河西岸地段。最初的两租界均位于紫竹林村附近，泛称为 “紫竹林租界”。
最初，到天津经营的外国商人主要居住在天津城东门外三岔河口的宫北大街。仅有天津英租界内建成一批洋行，建成英国、普鲁士、丹麦、葡萄牙等国的领事馆，台球房、篮球场、俱乐部等娱乐设施，以及少量住宅。至于天津法租界，由于中法贸易并不兴盛，因此长期处于荒废状态。当时，天津法租界内甚至没有任何法国官方机构，只有一个供英美侨民使用的合众会堂。甚至法国驻天津领事馆也未设立在法租界内，而是在位于三岔河口的望海楼行宫的旧址办公，并拆掉了旁边的崇禧观，用于建造望海楼教堂。

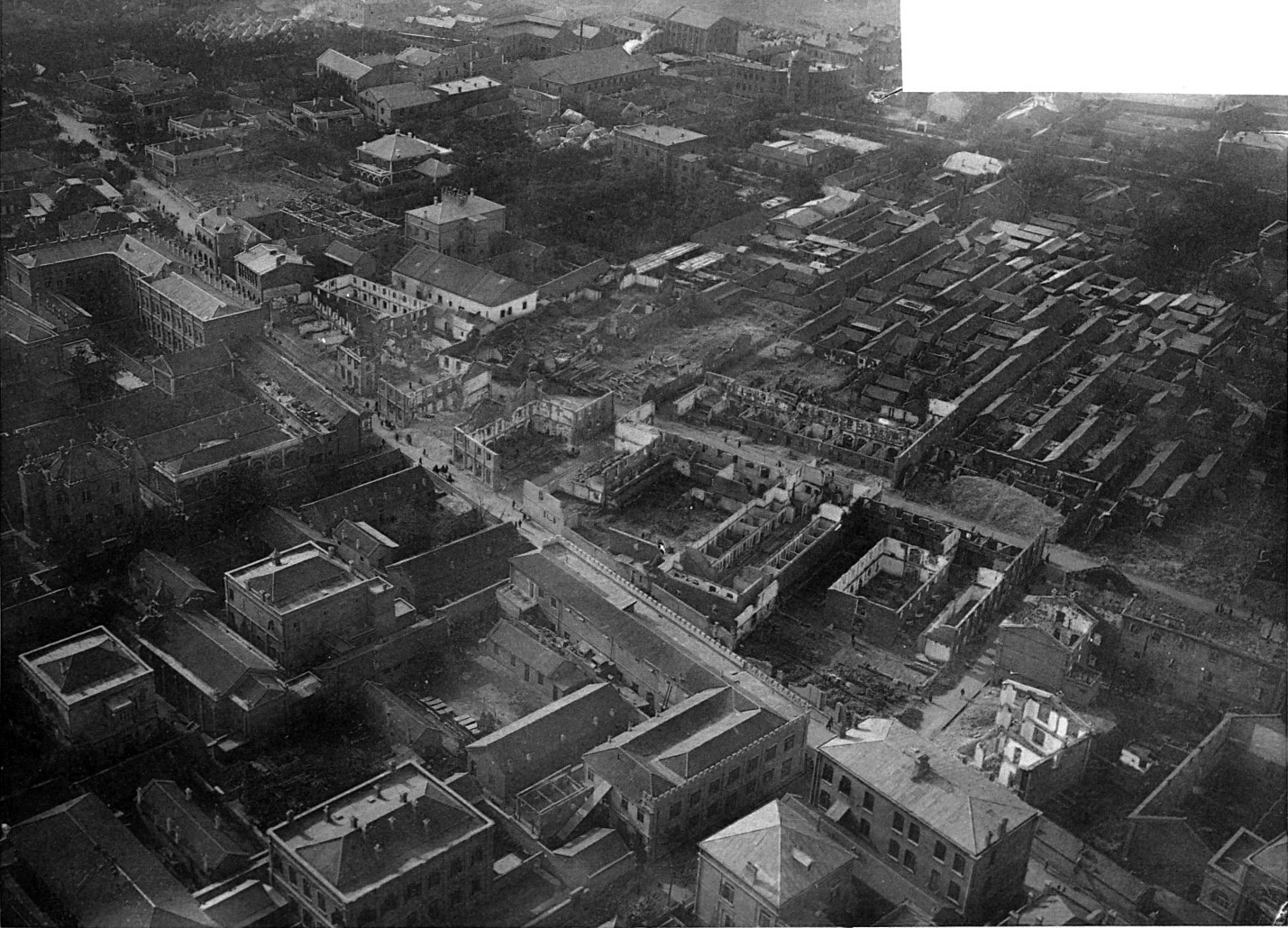
义和拳运动破坏后的法租界航拍图。

1870年6月，天津教案爆发，法国领事丰大业和传教士被杀，并烧毁位于天津城东的外国教堂及法国领事馆。事后心有余悸的外国侨民们认为，入居租界要比在华界杂居安全得多，因而纷纷迁入租界，紫竹林租界才开始得到较大发展。这时天津英租界发展较快。但由于法国在普法战争中失败，国力不振，天津法租界仅仅开始起步发展，迁入了法国领事馆，1871年，天主教耶稣会的直隶东南代牧区在圣鲁易道53号（今营口道22号）设立管理教区财务的崇德堂，1872年，天主教遣使会的直隶北境代牧区在圣鲁易路（Rue Saint Louis）东段近海河处（今营口道16号）建起了天主教紫竹林圣路易堂。但仍有许多空地，繁荣程度仍不如天津英租界，直到1880年代才开始着手进行市政建设。 。在法租界内，原紫竹林村所在的紫竹林大街这时形成繁盛的商业街，基本上为华商店铺。
在1900年7月上半月的八國聯軍之役的天津之战中，清军从水师营炮台炮轰附近的紫竹林租界，张德成率义和团进攻紫竹林租界，8日，一度攻入。紫竹林之战直到7月14日八国联军攻陷天津城结束。战斗中，繁荣的紫竹林大街化为灰烬。
1900年以后，天津租界范围大为扩展，远远超出紫竹林附近的范围。1900年以后设立的法国兵营仍称为紫竹林兵营。